# Peixoto Gomide
Francisco de Assis Peixoto Gomide Júnior (São Paulo, 24 de março de 1849 — São Paulo, 20 de janeiro de 1906) foi um advogado, professor e político brasileiro. Era filho de Francisco de Assis Peixoto Gomide e de Clara Bueno Peixoto. Seu pai foi deputado provincial e geral por São Paulo no Império. Foi casado com Ambrosina Pinto Nunes Gomide, com quem teve quatro filhos. 

## Carreira
Após realizar os primeiros estudos, ingressou na Faculdade de Direito de São Paulo, recebendo o grau de bacharel em 1873. Durante sua vida acadêmica fez parte do Partido Conservador. Pouco depois de formado, foi nomeado promotor público da comarca de Amparo. Nessa cidade, em 1880, fundou com Bernardino de Campos o jornal republicano “A Época”, passando a trabalhar em defesa dos ideais republicanos. Deixando a carga de promotor público, ingressou na política e foi eleito vereador à Câmara Municipal de Amparo. Transferindo-se para São Paulo, dedicando-se à advocacia e ao jornalismo, e a partir de 1888 escreveu no Diário Popular com os pseudônimos de Framide e Bruno. Proclamada a República, foi nomeado primeiro suplente da 1ª delegacia de polícia da capital paulista. Em 18 de agosto de 1890, foi nomeado por Prudente de Morais inspetor do Tesouro do Estado. Com a posse de Américo Brasiliense no governo de São Paulo em 1891, deixou a carga dois dias depois. Em 8 de janeiro de 1892, foi nomeado presidente do conselho fiscal da Caixa Econômica Federal em São Paulo, exercendo esse cargo até falecer. Graças a seus esforços e prestígio a Caixa Econômica pôde possuir uma sede à altura na capital paulista. Em 22 de março de 1893 foi eleito para o Senado paulista na vaga de Jorge Tibiriçá Piratininga. Nesse mesmo ano, quando as tropas dos revolucionários federalistas do Rio Grande do Sul invadiram o Paraná, ameaçando o estado de São Paulo, tornaram-se ardentemente colaboradoras do presidente Bernardino de Campos (1892-1896), na defesa do princípio da autoridade e da autonomia do estado. Em 17 de julho de 1894, foi escolhido vice-presidente do Senado paulista. Entre suas iniciativas como o senador estadual destacou-se o projeto de lei autorizando o governo a entrar em acordo com Companhia do Cais de Santos para a fiscalização dos direitos de exportação, e outro autorizando as Câmaras Municipais a contraírem empréstimos de crédito. Reeleito estadual em 1º de dezembro de 1894, iniciado novo mandato em 7 de abril de 1895. Em 19 de agosto foi escolhido por seus pares presidente do Senado estadual, e no ano seguinte foi reconduzido ao posto. Nas eleições para o governo de São Paulo no quadriênio 1896-1900, foi incluído na chapa do Partido Republicano Paulista (PRP) como candidato a vice-presidente estadual, ao lado de Manuel Ferraz de Campos Sales. Como presidente do Senado Estadual, ao término dos mandatos do presidente Bernardino Campos Júnior, coube-lhe assumir interinamente o governo do dia 15 de abril de 1896 até 1º de maio seguinte, quando tomou posse de Campos Sales. Durante o governo de Campos Sales, mais uma vez assumiu o governo de São Paulo no período de 31 de maio a 3 de junho de 1897 em virtude da ausência do titular,em viagem ao Rio de Janeiro. Novamente assumiu o governo paulista de 31 de outubro de 1897 até novembro do ano seguinte, quando da licença de Campos Sales, durante sua vitoriosa campanha eleitoral para presidente da República. Presidiu então a eleição do coronel Fernando Prestes de Albuquerque, indicado pelo PRP para completar o mandato de Campos Sales no governo de São Paulo, e em 10 de novembro de 1898 passou a carga ao presidente eleito, permanecendo na condição de vice até o fim do quadriênio, em 1º de maio de 1900. Durante sua administração no governo de São Paulo, um contingente da milícia paulista, integrado pelo 1º Corpo da Brigada Policial, foi enviado para Canudos, a fim de combater os partidários de Antônio Conselheiro. Diante do grande desenvolvimento da produção borracheira na Amazônia, tentou desenvolver esse tipo de economia em São Paulo, mas não obteve sucesso. Entre suas outras iniciativas destacaram-se o apoio financeiro às casas de caridade do estado, principalmente as Santas Casas de Misericórdia da capital, Santos e Campinas. Na educação, apoiou a instrução primária para as camadas populares e regulamentou por um novo decreto a Escola Politécnica, montando os gabinetes e laboratórios necessários. O ginásio estadual de Campinas foi inaugurado em sua gestão; todos os ginásios do estado tiveram novas regulamentações; a Escola Normal e as escolas modelo, preliminares e complementares anexas funcionaram regularmente, bem como a Escola Complementar de Piracicaba, a Escola Modelo de Itapetininga e a Prudente de Morais da capital. Na área da saúde, preocupa-se com a engenharia sanitária para combater as doenças epidêmicas e promover campanhas contra a varíola e a febre amarela. Dobrou a capacidade do hospital dos alienados e finalmente a construção da Colônia Agrícola de Alienados do Juqueri. No tocante às obras públicas, foram concluídas pontes, grupos escolares, cadeias e o Hospital Militar da Polícia. Na capital e em diversas cidades do interior do estado realizou grandes obras para aumentar o abastecimento de água e desenvolver uma rede de esgotos, com a finalidade de combater e extinguir a febre amarela. A imigração, principalmente de italianos, foi outra preocupação de seu governo. No transporte, principalmente o ferroviário, então o mais importante, São Paulo contava com 3.105 milhas; em um único ano foram construídos 533 km, e foi firmado contrato para mais 1.799 km. Após deixar o governo paulista, foi novamente eleito senador estadual em 31 de dezembro de 1900 para um mandato de seis anos. Com a renúncia de José Alves de Cerqueira César ao cargo de presidente do Senado, foi mais uma vez eleito para ocupar o posto em 10 de setembro de 1901, sendo sucessivamente reeleito até sua morte inesperada. Em 1903 tornou-se membro da comissão diretora do Partido Republicano Paulista. 
Em 1906 envolveu-se numa tragédia familiar. Matou na sala de sua casa a própria filha Sofia, de 22 anos, com um tiro na testa e suicidou-se em seguida com um tiro na cabeça. Uma das hipóteses para a causa do crime teria sido sua oposição radical ao relacionamento da filha com o poeta e promotor público Manuel Baptista Cepelos (1872-1915), com quem Sofia iria se casar na semana seguinte à data do crime. Essa rejeição, segundo especulações da época, seria por Peixoto Gomide não conseguir suportar os preconceitos sociais que, na época, causavam-lhe vergonha. No entanto, Batista Cepelos, que fora miliciano da Força Pública paulista, teve seus estudos de direito financiados pelo próprio Peixoto. A real razão do crime teria sido revelada pelo próprio criminoso: logo antes de assassinar a filha e se suicidar em seguida, Peixoto Gomide teria confessado que Batista Cepelos seria seu filho ilegítimo, nascido de uma relação sexual com uma escrava. A tragédia ocorreu na residência que vivia com a família na Rua Benjamin Constant número 25-A (atual n. 171), entre a Praça da Sé e o Largo de São Francisco, onde hoje está o Palacete Chavantes. 

## Homenagens
Em São Paulo (SP) leva seu nome a famosa Rua Peixoto Gomide, antes Rua Maria Izabel, que começa na Rua Augusta e termina na Rua Estados Unidos. Em Itapetininga (SP) leva seu nome a Escola Estadual Peixoto Gomide. 